# داني روس
داني روس (بالإنجليزية: Danny Ross) هو عازف قيثارة أسترالي، ولد في 4 نوفمبر 1983.

## وصلات خارجية
- الموقع الرسمي